# Identidade latino-americana
A identidade latino-americana é um processo político e histórico ocorrido durante o século XIX, que passou pela renomeação do continente e se consolidou durante o período da Doutrina Monroe.
O processo identitário latino-americano perpassa, segundo Alberto Aggio: “pela presença das culturas indo e afro-americanas, a diversificada influência dos Estados Unidos e, também, a múltipla e secular herança cultural europeia”. A dominação europeia sob os demais povos, tanto originários, quanto trazidos pelo processo escravista, ou seja, a colonização, não deve de modo algum ser esquecida ao se pensar a formação desta identidade, estando particularmente enraizado.

## Criação e consolidação do nome: Analise historiográfica
A criação e consolidação do nome América Latina será o fio condutor desta analise. Para isso, será citado o artigo de Rafael Leporace Farret e Simone Rodrigues Pinto, sobre o tema intitulado: “América Latina: da construção do nome à consolidação da ideia”. 

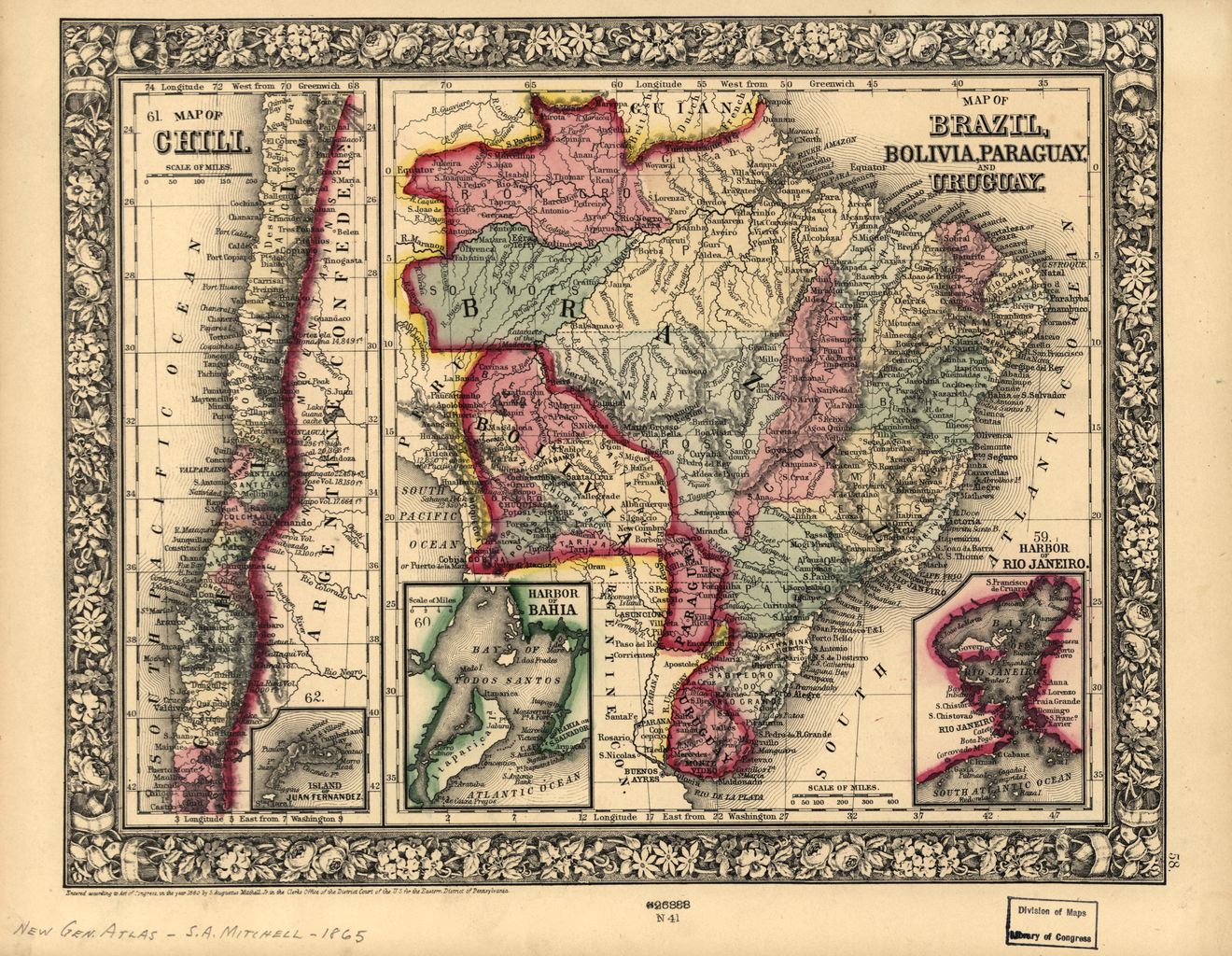
Mapa da região hoje conhecida como América Latina (Séc. XIX)

Em uma análise histórica acerca da nomenclatura e das definições de América Latina, os nomes anteriormente atribuídos ao que conhecemos por América Latina se apresentam como fundamentais para o entendimento dos apontamentos relativos ao próprio nome América Latina, que somente se consolidou no findar do século XIX. O termo, América Latina, viria a ser utilizado pelas elites locais, e sua tardia consolidação nos aponta para um processo de legitimação das elites coloniais da época.  O termo passaria a ser utilizado, principalmente, a partir do do processo de independência. Os interesses desta elite local são um fator que influencia no desenrolar dos acontecimentos, percebendo-se a pouca popularidade deste nome em  séculos anteriores, onde tal denominação não agradava as elites crioulas. 

Simón Bolivar

Uma vez criado, o termo não se consolidou de imediato, passando por anos de disputas e processos históricos e políticos, o termo só se consolidou em fins do século XIX. Neste processo, se utilizavam outros nomes, tais como Hispanoamérica e novo mundo. Simón Bolívar, militar e líder político, já empregava o termo “América” no contexto da Conferência do Panamá, em 1826. 
A popularização do termo na Europa é por muitas vezes creditada à França, porém, a primeira aparição do termo em meio acadêmico se deu com o livro "Recueil complet dês traités, conventions, capitulations,armistices et outres actes diplomatiques de tous lês Etats de l’Amérique latine compris entre lê golfe du Mexique et lê Cap Horn depuis l’année 1493 jusqu’à nos jours", de 1864, publicado pelo jurista argentino Carlos Calvo e, posteriormente, utilizado pelo colombiano José Maria Torres Caicedo, em seu livro "Unión Latinoamericana", publicados na França, país de residência dos autores. 

## Brasil no contexto da América Latina

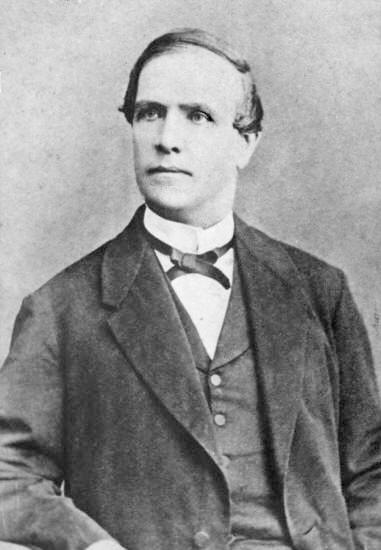
Francisco Adolfo de Varnhagen

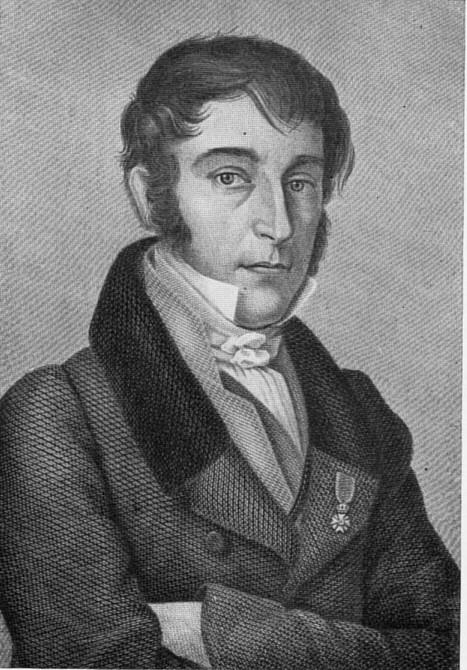
Carl Friedrich Philipp von Martius

O Brasil, territorialmente enquadrado na noção de América Latina, em sua formação afastou-se deste termo. Segundo Maria Lígia Coelho Prado, “o Brasil é e, ao mesmo tempo, não é América Latina” . Está presente no projeto de criação da história história nacional um o distanciamento entre o Brasil e a noção de América Latina, traçada pelos atores políticos, tendo como base os seus sistemas políticos. Durante o concurso organizado pelo do I.H.G.B (Instituto Histórico e Geográfico Brasileiro), houve a participação de autores defensores do sistema monárquico, tais quais: Varnhagen e o  Alemão ganhador do concurso “como se deve escrever a historia do Brasil” Carl Friedrich Philippvon Martius, entre outros. Em seus textos, esses autores visam, principalmente, legitimar o modelo em vigor. Varnhagen e Von Martius “defendiam a monarquia que se opunha às ‘republicas caóticas’ da parte espanhola”, ambos defensores do regime monárquico. 

## Doutrina Monroe

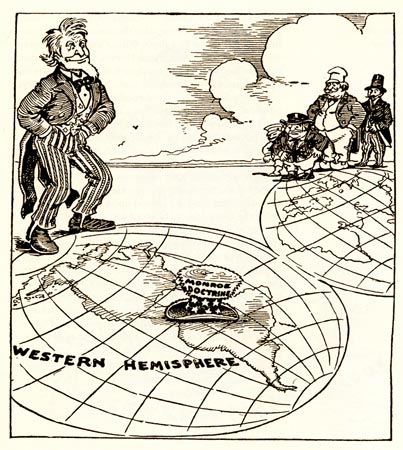
Charge de 1912 retratando a Doutrina Monroe.

A doutrina Monroe, foi um importante fator no processo de formação da identidade latino americana, esta doutrina em por lema “América para os americanos”. A doutrina Monroe foi o inicio de um movimento contrario à atuação inglesa no continente Americano, expandindo a influencia dos Estados Unidos nos países do restante da América. A adoção do termo "América Latina" também foi parte de um processo de marginalização das populações latinas e negras da região. Nesse processo, os Estados Unidos cooptaram o nome "América" e o transformam-no em sinônimo de seu próprio país.

## Congresso do Panamá
No congresso do Panamá, um primeiro projeto de unificação dos estados americanos, se convergiu diferentes interesses sob as américas, o expansionismo estadunidense, por meio da Doutrina Monroe e os ideais de unificação e auxilio mútuo dentro do território latino-americano de Simon Bolívar,segundo Alexandre Ganan de Brites Figueiredo, “O projeto de forjar a união dos estados da América de colonização ibérica é tão antigo quanto os primeiros movimentos pela independência” . Ainda havia muito a ser definido no inicio da consolidação das republicas, por isso propostas de unificação se tornaram proeminentes, com a tentativa concebida por Bolívar. Esta tentativa não foi bem sucedida devido, tanto devido às instabilidades dos diversos países tanto por demais impedimentos relativos à época, o congresso do Panamá angariou visibilidade, reunindo diversos países que ativamente participaram do congresso e demais países, tais como Argentina, Brasil, Inglaterra e Estados Unidos que receberam convites, enquanto observadores, para acompanhar-lo processo. 
Era consensual que o Congresso do Panamá constituiria uma aliança militar com o objetivo de defesa mútua, garantia das independências e da forma republicana de governo, além da abolição do tráfico de escravos, segurança para as soberanias recém conquistadas e unidade a partir de princípios comuns: era essa também a plataforma defendida por Bolívar, acatada pelas demais lideranças.
A construção de uma identidade Latino Americana perpassa pelos interesses dos grupos que impõe e participam do seu processo, por tal, o processo descrito acima vincula os movimentos diversos que estruturam esse processo indenitário, iniciadas pela construção ideológica apresentada no congresso do Panamá e pelas influencias externas anteriormente apresentadas que se chocam e coincidem com as propostas de nação em construção.